# Manuel Jesús Lagares Calvo
Manuel Jesús Lagares Calvo (La Palma del Condado, Huelva, 8 de diciembre de 1941). Economista español, Inspector de hacienda y catedrático de Hacienda Pública en la Universidad de Alcalá. Ha sido secretario general del Instituto de Estudios Fiscales, subsecretario de Economía y director general adjunto de la Confederación Española de Cajas de Ahorros (CECA).

## Biografía
Doctor en Ciencias Económicas y Empresariales por la Universidad Complutense de Madrid, con Premio Extraordinario.  En 1966 ganó las oposiciones a la Inspección de Hacienda, siendo nombrado secretario general del Instituto de Estudios Fiscales en 1970. En 1972 ocupó la Subdirección General de este Instituto, encargándose de coordinar el equipo que elaboró el Libro Verde de la Reforma Tributaria española para el año 1978.
Posteriormente, fue Subsecretario de Economía en 1977 bajo la presidencia de Adolfo Suárez, siendo Ministro de Economía Enrique Fuentes Quintana y encargándose de la dirección del grupo de trabajo que redactó el Programa de Saneamiento y Reforma que sirvió de base a los Pactos de la Moncloa
Ha sido consejero en diversos organismos como en el Consejo Editorial de El Mundo y de Mapfre como Consejero independiente y Presidente de su Comité de Auditoría. Igualmente ha sido Vocal del Consejo de Administración del Banco Mare Nostrum y Presidente de su comité de auditoría. También ha participado en varios grupos de trabajo, como el grupo de trabajo para la evaluación del fraude fiscal entre 1978 y 1987, y ha sido Presidente de la Comisión para la Reforma del Impuesto sobre la Renta de las Personas Físicas para los años 1998 y 2002. Fue Decano del Colegio de Economistas de Madrid.
El 26 de octubre de 2010 le fue entregado por  la Infanta Cristina de Borbón en el campus del Convento de Santa Cruz la Real, en Segovia, el XV Premio de Economía de Castilla y León.
Fue nombrado profesor honorífico de la Universidad de Alcalá.
El 6 de marzo de 2014 presentó oficialmente, como presidente de la Comisión de Expertos para la reforma del sistema tributario español, su Informe al Ministro de Hacienda y Administraciones Públicas para su traslado al Consejo de Ministros. Dicha comisión estuvo integrada por ocho economistas y un abogado. En su Informe se analiza el sistema tributario español y se proponen más de 270 modificaciones de los impuestos y cotizaciones sociales, agrupadas en 125 propuestas. Posteriormente, como presidente de la Comisión, manifestó al diario El Mundo que "el Informe responde plenamente al conocimiento y experiencia de sus miembros, que han gozado de completa libertad en sus opiniones y propuestas y que las han orientado hacia lo que consideran el mejor servicio a nuestro país, a sabiendas de que nunca nadie ha hecho amigos aconsejando tapar agujeros recaudatorios, ni menos aun tapándolos." 
Está en posesión de las Grandes Cruces de la Orden de Alfonso X el Sabio[11] y de San Raimundo de Peñafort.[12] Es doctor honoris causa por la Universidad Pedro Henríquez Ureña de Santo Domingo (República Dominicana) y miembro de la Academia de Ciencias Sociales y del Medio Ambiente de Andalucía.

## Publicaciones
- Manual de Hacienda Pública  (Coord.) Instituto de Estudios Fiscales. Madrid. (1995).
- Incentivos fiscales a la inversión privada . Instituto de Estudios Ficales. Madrid. (1974).